# Schistura waltoni
Schistura waltoni är en fiskart som först beskrevs av Fowler, 1937.  Schistura waltoni ingår i släktet Schistura och familjen grönlingsfiskar. IUCN kategoriserar arten globalt som otillräckligt studerad. Inga underarter finns listade i Catalogue of Life.